# Брайен, Аня
А́ня Бра́йен (норв. Anja Breien; род. 12 июля 1940, Осло, Норвегия) — норвежская сценаристка, кинорежиссёр и актриса.

## Биография
Родилась в семье писателя Ханса Брайена (норв. Hans Breien). Окончила Университет Осло. В 1962—1964 годах училась в ИДЕК в Париже. В кино начала работать в качестве ассистента режиссёра у Нильса Мюллера и Хеннинга Карлсена (в частности на картине «Голод»). Снималась в небольших ролях. Дебютировала в 1967 году короткометражкой «Взросление». Затем сняла ряд короткометражных лент. В большом кино с 1971 года («Изнасилование»). Фильм «Жёны» стал своеобразным «ответом» на фильм Джона Кассаветиса «Мужья» и имел продолжение.
Член жюри 44-го Венецианского международного кинофестиваля.

## Избранная фильмография

### Режиссёр
- 1970 — День как 1000 лет / Dager fra 1000 år
- 1971 — Изнасилование / Voldtekt
- 1975 — Жёны / Hustruer
- 1977 — Серьёзная игра / Den allvarsamma leken
- 1979 — Наследство / Arven
- 1981 — Охота на ведьм / Forfølgelsen
- 1984 — Бумажная птица / Papirfuglen
- 1985 — Жёны - десять лет спустя / Hustruer - ti år etter
- 1990 — Когда-то дважды / Smykketyven
- 1996 — Жёны 3 / Hustruer III
- 1997 — Сольворн / Solvorn (к/м)
- 2001 — Увидеть лодку в действии / Å se en båt med seil (к/м)
- 2005 — Без названия / Uten tittel (к/м)

### Сценаристка
- 1971 — Изнасилование / Voldtekt
- 1975 — Жёны / Hustruer
- 1977 — Серьёзная игра / Den allvarsamma leken (по роману Яльмара Сёдерберга)
- 1979 — Наследство / Arven
- 1981 — Охота на ведьм / Forfølgelsen
- 1984 — Бумажная птица / Papirfuglen
- 1985 — Жёны - десять лет спустя / Hustruer - ti år etter
- 1990 — Когда-то дважды / Smykketyven
- 1994 — Второе зрение / Trollsyn (на основе средневековой норвежской легенды)
- 1996 — Жёны 3 / Hustruer III
- 2001 — Увидеть лодку в действии / Å se en båt med seil (к/м)

### Актриса
- 1961 — Глаза на каждом пальце / Et øye på hver finger — I sengen

## Награды
- 1979 — номинация на «Золотую пальмовую ветвь» 32-го Каннского кинофестиваля («Наследство»)
- 1979 — Приз экуменического (христианского) жюри - особое упоминание 32-го Каннского кинофестиваля («Наследство»)
- 1998 — «Золотой медведь» за лучший короткометражный фильм 48-го Берлинского международного кинофестиваля («Сольворн»)
- 2001 — номинация на Премию Европейской киноакадемии за лучший короткометражный фильм («Увидеть лодку в действии»)
- 2001 — номинация на «Золотого медведя» за лучший короткометражный фильм 51-го Берлинского международного кинофестиваля («Увидеть лодку в действии»)
- 2001 — Приз Prix UIP Berlin за лучший европейский короткометражный фильм 51-го Берлинского международного кинофестиваля («Увидеть лодку в действии»)